# Miscodera arctica
Miscodera arctica es una especie de coleóptero adéfago de la familia Carabidae. Es el único miembro del género monotípico Miscodera.